# サキ (小説家)
サキ (Saki)、本名：ヘクター・ヒュー・マンロー（Hector Hugh Munro、1870年12月18日 - 1916年11月14日）は、イギリスの小説家。オー・ヘンリーとならぶ短編の名手であり、ブラックユーモアの強い、意外な結末をもつ作品を得意とした。
筆名の「サキ」は『ルバイヤート』に登場する給仕から取られていると言われるが、南アメリカに生息する猿サキに由来するという説もある。前者の詩は「Reginald on Christmas Presents」など作品中で言及されているが、後者の猿も「The Remoulding of Groby Lington」で主要な役割を担っている。
従弟に作家のドーンフォード・イェイツ（Dornford Yates）がいる。

## 生涯
インド警察に勤務していたスコットランド系の父のもとにミャンマーで生まれる。2歳のとき、母が妊娠したため母子4人でデヴォン州ピルトン（Pilton）に住む父方の祖母および2人の叔母のもとに滞在中に、母が牛に突かれて流産、死去し、そのまま姉、兄とともに祖母と叔母に引き取られた。エクスマス（Exmouth）のペンカーウィック校（Pencarwick School）、ベドフォード校（Bedford School）で学び、卒業後、退職した父とともにヨーロッパを旅行してまわった。1893年、父に倣ってインド警察に入り、ミャンマーに配属されるが（なおジョージ・オーウェルがほぼ30年のちに同じ職に就いている）、2年後、マラリアにかかったため職を辞してイギリスにもどり、ジャーナリストに転身。『ウェストミンスター・ガゼット（Westminster Gazette）』『デイリー・エクスプレス』『モーニング・ポスト（Morning Post）』などに記事を書く。
1900年、ギボンを範として書いた歴史書『ロシア帝国の繁栄』を出版。1902年から1908年まで『モーニング・ポスト』の特派員としてバルカン、ワルシャワ、ロシア、パリに赴き、その傍らで短編小説を執筆。その後ロンドンに腰を落ち着け執筆活動を継続する。第一次世界大戦がはじまると、すでに43歳となり規定の年齢を過ぎていたにもかかわらず軍に志願し、軍曹勤務伍長まで昇級するが、1916年にフランスの前線で命を落とした。煙草の煙で敵に居場所が知られることを怖れて言った「その煙草を消してくれ！」（"Put that bloody cigarette out!"）が最後の言葉で、その直後にドイツ軍の狙撃兵に頭を撃たれたと伝えられる。

## 作品
オー・ヘンリーと並ぶ短編の名手とされ、あっと驚くような意外な結末を持つ構成の緻密な作品を多く手がけた。文体も簡潔で無駄がなく、気の利いた表現も随所にさしはさまれている。E・V・ルーカスは「泊り客の枕もとに、オー・ヘンリー、あるいはサキ、あるいはその両方をおいていなければ、女将として完璧とはいえない」と評している。もっとも両者の作風は対照的で、オー・ヘンリーの短編は庶民的で情緒的、サキは貴族的で冷笑的な傾向を持ち、残酷な作品も多い。怪奇的・超自然的な趣向をもつ作品もいくつか手がけている。
代表的な短編に「開いた窓」（The Open Window）、「トバモリー」（Tobermory）、「話し上手」（The Storyteller）、「平和的玩具」（The Toys of Peace）、「スレドニ・ヴァシュター」（Sredni Vashtar）、「狼少年」（Gabriel-Ernest）などがあり、中でも「スレドニ・ヴァシュター」は何度も映像化・アニメ化されている。作品の多くは新聞に発表された。短編集に『レジノルド』、『クローヴィス年代記（クローヴィス物語）』（1911年）、『獣と超獣（けだものと超けだもの）』（1914年）などがある。全部で2長編（『The Westminster Alice』および『The Unbearable Bassington』）、135短編および戯曲4編が発表されており、短編の半数以上は日本語に訳されている。
日本語訳も短編選集が多く刊行されている。

## 日本語訳
- サキ短編集 中村能三訳　新潮文庫 1958、改版2007
- サキ選集、中村能三訳　創土社 1969
- ザ・ベスト・オブ・サキ　中西秀男訳　サンリオSF文庫 1978、新版1986、ちくま文庫 1988
- サキ短編集 田内初義訳　講談社文庫 1979
- サキ傑作集 河田智雄訳　岩波文庫 1981
- ザ・ベスト・オブ・サキ〈2〉 中西秀男訳 サンリオSF文庫 1982、ちくま文庫 1988
- サキ傑作選  大津栄一郎訳 ハルキ文庫 1999
- レジナルド (サキ・コレクション)  風濤社 2015
  - 井伊順彦・渡辺 育子・肥留川 尚子・今村 楯夫・池田 俊彦・辻谷 実貴子・奈須 麻理子訳
- 四角い卵 (サキ・コレクション) 井伊順彦・今村楯夫 ほか訳 風濤社 2015
- 開いた窓―サキ短編集 田中秀幸訳 八月舎 2015 対訳と解説
- クローヴィス物語  和爾桃子訳 白水社・白水Uブックス 2015
- けだものと超けだもの 和爾桃子訳 白水Uブックス 2016
- 平和の玩具 和爾桃子訳 白水Uブックス 2017
- 四角い卵 和爾桃子訳 白水Uブックス 2017
- ウィリアムが来た時 深町悟訳 国書刊行会 2019
- 鼻持ちならぬバシントン 花輪涼子訳 彩流社 2019

### 回想ほか
- 『サキの思い出　評伝と短篇』花輪涼子訳 彩流社 2017
  - エセル・M・マンロー／ロセイ・レイノルズ
  - 前者の姉の回想、ジャーナリストの評伝、サキの短編2作品
- 妄想鬼 （サキ短編傑作集）サキ原作、 川本コオ漫画　奇想天外コミックス 1979
- サキ　森の少年 (世界名作ショートストーリー) 千葉茂樹訳 理論社 2015。児童向け